# Kate Cary
Kate Cary (* 4. November 1967 in England) ist eine britische Schriftstellerin. Sie ist Mitglied des Autorenteams Erin Hunter.
Kate Cary wuchs in England auf, lebte zwölf Jahre in Schottland und zog 2004 wieder nach England. Neben ihrer Mitarbeit im Team Erin Hunter schreibt sie Abenteuerbücher vor allem für junge Leser. Ihre Bücher wurden unter anderem in die französische, dänische und deutsche Sprache übersetzt.
Kate Cary ist verheiratet und hat einen Sohn.

## Werke
- Skipping. Illustrationen von David Mostyn. Henderson, Woodbridge 1995, ISBN 1-85597-622-6.
- Detective fun file. Illustrationen von Barry Green. Henderson, Woodbridge 1995, ISBN 1-85597-635-8.
- French skipping. Illustrationen von David Mostyn. Henderson, Woodbridge 1996, ISBN 1-85597-822-9.
- Jump rope. Illustrationen von David Mostyn. Henderson, Woodbridge 1996, ISBN 0-7894-1143-1.
- Gemma James Egyptian Adventure (= Magic jewellery. Band 5). Henderson, Woodbridge 1997, ISBN 1-86208-262-6.
- Gemma James Pirate Adventure (= Magic jewellery. Band 6). Henderson, Woodbridge 1997, ISBN 1-86208-261-8.
- Chinese jump rope. Illustrationen von David Mostyn. Henderson, Woodbridge 1998, ISBN 0-7894-3019-3.
- My secret file. Funfax, London 2000, ISBN 0-7547-0293-6.
- Bloodline. A novel. Razorbill, New York, NY 2005, ISBN 1-59514-012-3.
- Bloodline. Book two, Reckoning. Razorbill, New York, NY 2007, ISBN 978-1-59514-013-5.
- Die lustige Baustelle. (Digger, Dumper and Dozer.) Illustrationen von Bill Bolton. Parragon, Bath 2008, ISBN 978-1-4075-2540-2.